# Ghiacciaio Liston
Il ghiacciaio Liston è un ghiacciaio di circo lungo circa 2 km situato nella regione centro-occidentale della Dipendenza di Ross, in Antartide. Il ghiacciaio, il cui punto più alto si trova a circa 1600 m s.l.m., si trova in particolare nella zona occidentale della dorsale Asgard, all'estremità meridionale della valle Jotunheim, poco a sud del picco Wolak, dove fluisce verso sud riversandosi in una sottostante pianura ghiacciata le cui nevi vanno poi a ingrossare il flusso del ghiacciaio Taylor.

## Storia
Il ghiacciaio Liston è stato mappato dalla squadra occidentale della spedizione Terra Nova, condotta dal 1910 al 1913 e comandata dal capitano Robert Falcon Scott, ma così battezzato solo nel 2011 dal Comitato consultivo dei nomi antartici in onore di Glen E. Liston, che ha preso parte a una spedizione norvegese nella Terra della Regina Maud condotta dal 1996 al 1997 e che nel 2005 ha svolto studi sullo scioglimento dei ghiacciai delle valli secche di McMurdo.